# Álvaro Muñoz Borchers
Álvaro Muñoz Borchers (Avila, 25 novembre 1990) è un cestista spagnolo con cittadinanza tedesca.